# Géographie des Tuvalu
Autrefois connues sous le nom d’îles Ellice, les Tuvalu se situent à environ 3 670 kilomètres au nord-est de l’Australie, quasiment à mi-chemin entre cette dernière et l'île d' Hawaï. L’archipel est composé de neuf atolls.
Le climat des Tuvalu est tropical, avec une saison humides de novembre à mars, accompagnée de fortes tempêtes, et une saison sèche, plus fraîche, de mars à novembre.

## Exploitation du sol
- terres arables : 0 %
- cultures permanentes : 0 %
- pâturages permanents : 0 %
- forêts : 0 %
- terres irriguées : 0 km2

## Environnement
Problèmes environnementaux : absence d’eau potable (le Japon a construit un désalinisateur, un second est prévu), érosion, dégradation du récif corallien par l’Acanthaster pourpre.
Catastrophes naturelles : cyclones ; faible altitude de l’archipel qui le rend très sensible à l’élévation du niveau de la mer.
Traités internationaux sur l’environnement :
- partie à : changements climatiques, protocole de Kyoto, désertification, espèces en danger, droit de la mer, pollution marine, protection de la couche d’ozone.
- signé, mais non ratifié : biodiversité.

## Sources
- (en) Cet article est partiellement ou en totalité issu de l’article de Wikipédia en anglais intitulé « Geography of Tuvalu » (voir la liste des auteurs).